# Mapuçá
Mapuçá (em concani: Mhapxem), também grafado Mapusa, Mhapsa e Mapsa, é uma cidade do estado de Goa, na Índia. Situa-se 13 km a norte da capital do estado, Pangim, no distrito de Goa Norte. Constitui a sede do concelho de Bardez.
Mapuçá é considerada a capital de facto do estado de Goa, pois já sedia a Assembleia Legislativa estadual e parte dos edifícios do poder executivo goês. O centro administrativo estadual está no bairro de Porvorim (ou Alto-Betim). Prevê-se que também o Tribunal Superior de Bombaim em Goa, que atualmente funciona no Complexo Liceu de Pangim, seja transferido para o novo complexo de edifícios que está sendo construído no Alto-Betim/Porvorim. 

## Geografia
A cidade de Mapuçá está fortemente conurbada com suas vizinhas Margão, Vasco da Gama, Pondá e Pangim, que formam a Área Metropolitana de Pangim-Vasco da Gama, a maior mancha urbana do estado de Goa.

### Demografia
De acordo com o censo de 2001, Mapuçá tinha uma população de 40.123 habitantes, dos quais 52% eram do sexo masculino e 48% do sexo feminino. Mapuçá apresenta uma taxa de afabetização de 76%, acima da média nacional indiana de 59,5%.

## Filhos da terra
- Manuel António de Sousa
- Anthony Alwyn Fernandes Barreto